# Frédéric-Émile Jeannin
Pour l’article homonyme, voir Jeannin.
Frédéric-Émile Jeannin (1859-1925) est un graveur aquafortiste, illustrateur et militaire français.

## Biographie
Frédéric-Émile Jeannin est né le 9 décembre 1859 à Paris dans l'ancien 1er arrondissement au 217 rue Saint-Honoré, de Jean-Émile Jeannin et Claudine-Célestine Véran.
Il effectue son service militaire de 1880 à 1882.
Il entre ensuite à l'École supérieure des arts décoratifs et a comme professeurs de gravure Eugène-André Champollion et Émile Boilvin.
Jeannin pratique essentiellement l'eau-forte d'interprétation, de peintres comme Joshua Reynolds, Constant Troyon, Nikolaos Gysis ou Pascal Dagnan-Bouveret.
Membre de la Société des artistes français, il expose en section gravures pratiquement à tous les salons de celle-ci à partir de 1886. Il remporte une mention honorable en 1887, une médaille de troisième classe en 1895, et une mention honorable durant l'exposition universelle de 1900. À l'étranger, il expose à Chicago en 1893, et à Bruxelles en 1897, ce qui lui vaut une audience internationale.
Illustrateur, en 1895, pour George Barrie & Son (Philadelphie), il grave d'après Jacques Wagrez des eaux-fortes pour Les Cent Contes drolatiques de Balzac. En 1897, il grave avec Ricardo de Los-Rios toutes les eaux-fortes d'après Gaston Bussière pour les vingt-deux tomes de l'édition complète de La Comédie humaine de Balzac, éditée cette fois à Londres par Leonard Smithers. Il collabore entre autres à l'Almanach des spectacles (1905-1913 ?) dirigé par Albert Soubies, prenant le relais d'Adolphe Lalauze (décédé en 1906). Pour l'imprimerie Lemercier (Paris), il reproduit des lithographies d'Achille Devéria. 
En août 1914, il rejoint l'Armée française et part combattre au front sous le grade de lieutenant, puis capitaine en 1915, commandant la 71e compagnie territoriale d'infanterie. Blessé en 1916, il est nommé en 1919 chevalier de la Légion d'honneur. Il existe des dessins de Jeannin de cette période de combats.
Il meurt le 10 février 1925 à Paris.
Son atelier se trouvait en 1898 au 7 rue de Lille.

## Conservation

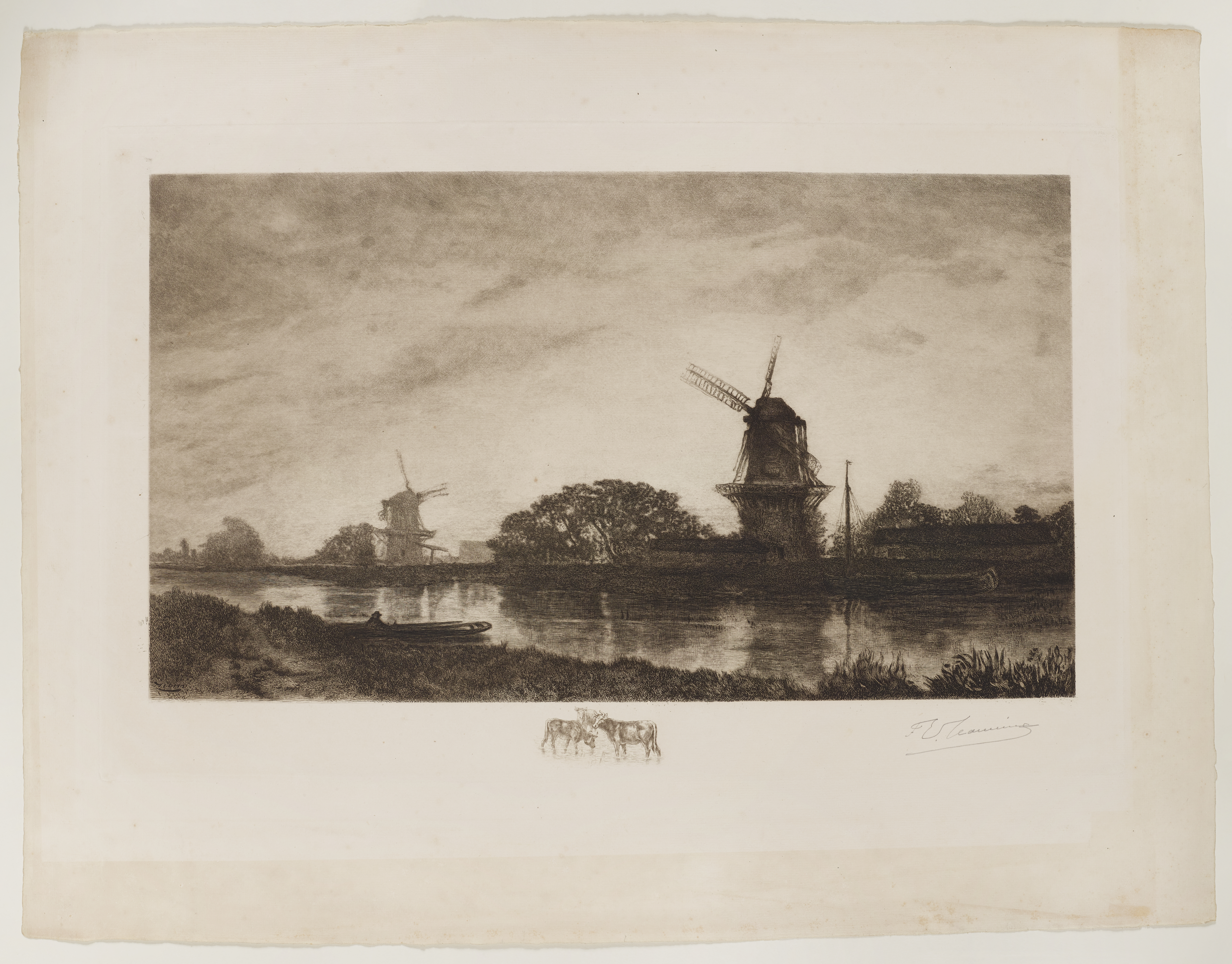
Le Canal de Hollande, eau-forte d'après Félix Ziem, avant 1898.

La Chalcographie du Louvre possède plusieurs estampes signées Jeannin, ainsi que le musée du Petit-Palais.